# PSE - École d'économie de Paris
Pour les articles homonymes, voir EEP.
 (novembre 2021).
L'École d'économie de Paris, aussi appelée PSE (sigle de sa traduction anglaise Paris School of Economics), est une fondation de coopération scientifique française. Elle a pour vocation de former des économistes, ainsi que de contribuer à la recherche en économie en France.
PSE propose des programmes de niveau MPhil, MSc et doctorat dans divers domaines de l’économie théorique et appliquée, notamment en macroéconomie, économétrie, économie politique et économie internationale. 
Elle a une forte orientation sur la recherche en économie. Elle est classée[Quand ?] 12e meilleure institution de recherche en économie au monde selon le IDEAS[Quoi ?]/RePEc. Elle compte comme professeurs et enseignants-chercheurs: Olivier Blanchard, Abhijit Banerjee, Philippe Aghion, Thomas Piketty, Esther Duflo et Gabriel Zucman.

## Histoire
La Paris School of Economics (PSE) est un centre de recherche et de formation en économie, fondé en 2006, qui réunit plusieurs institutions françaises d’enseignement supérieur et de recherche (notamment l’École normale supérieure, l’École des Ponts ParisTech, l’INRAE, le CNRS et l’Université Paris 1 Panthéon-Sorbonne). Elle est fondée[Quand ?] par Thomas Piketty et  Daniel Cohen.
La création de l'École d’économie de Paris est le fruit d’un processus de rapprochement d’unités de recherche et d’enseignement, initié durant les années 1980. En 1988, le laboratoire DELTA est créé par la réunion des équipes du Centre d’économie quantitative et comparative (CEQC) de l’EHESS et du Laboratoire d’économie politique (LEP) de l’ENS ; un troisième laboratoire, le Centre d'études et de recherches sur l'épargne, le patrimoine et les inégalités (CEREPI), se fond dans le DELTA en 1994.
Le laboratoire Paris-Jourdan Sciences Economiques (PjSE) est créé en tant qu'unité mixte de recherche le 1er janvier 2005 à partir des laboratoires DELTA et CERAS (École des ponts et chaussées) ; il s'associe également avec le Centre pour la recherche économique et ses applications (CEPREMAP). Le Laboratoire d’économie appliquée de l’INRAE (LEA) fusionne avec PjSE en 2010. 
La « fondation de coopération scientifique » PSE-École d’économie de Paris est créée en 2006, et s'inscrit dans un mouvement de coordination de plusieurs centres de recherche en sciences économiques de la région parisienne, qui vise à accroître leur visibilité internationale. Elle est inaugurée en 2007 sur le campus Jourdan de l'ENS. 
En 2024, l'économiste Esther Duflo, Prix de la Banque de Suède en sciences économiques en mémoire d'Alfred Nobel, est élue présidente de l'école,.

## Activité
L'École se spécialise dans la recherche et l'enseignement en économie, notamment les domaines de l’analyse des politiques publiques, de l'économie théorique et comportementale, de la macroéconomie internationale, de l'histoire économique et des problématiques liées à la mondialisation et au développement. Elle a pour objectifs, celui d'« ouvrir la science économique vers l'extérieur » par l'exploration de ses frontières avec d'autres disciplines.
Elle lance en janvier 2025 un institut centré sur la macroéconomie et l’international, baptisé i-MIP (Institute for macroeconomics and international policies), dirigé par Lionel Fontagné.

## Direction
Directeurs :
- 2006 : Thomas Piketty.
- 2013 : Pierre-Yves Geoffard[12],[13].
- 2019 : Jean-Olivier Hairault[14].

Présidents :
- 2007 : François Bourguignon[15]
- 2015 : Jean-Pierre Danthine[16].
- 2021 : Daniel Cohen[17],[18].
- 2024 : Esther Duflo[8]

## Classements
| Classements universitaires          | Monde | Europe | France |
| ----------------------------------- | ----- | ------ | ------ |
| IDEAS/RePEC - Economic Institutions | 12e   | 2e     | 1er    |
| U.S. News - Economics & Business    | 78e   | 28e    | 2e     |
| QS - Economics & Econometrics       | 38e   | 11e    | 1er    |